# S/y Witeź II
Witeź II – bezsilnikowy jacht balastowy z drewna mahoniowego, skonstruowany prawdopodobnie przez Karla Martensa i wybudowany ok. 1938 r. (miejsce nieznane); przed II wojną światową pływający pod nazwą „Weser”, po wojnie kilkakrotnie przebudowywany; zanotowany w historii polskiego żeglarstwa m.in. jako kecz sztakslowy, na którym czteroosobowa załoga (kpt. Emil Żychiewicz, kpt. Ludomir Mączka, Maria Gerlach, Stanisław Tomaszewski) dokonała pierwszego polskiego przejścia ze Szczecina na Islandię (1959), bez silnika, radaru i echosondy.

## Historia
Jacht został zbudowany w 1937 lub 1938 roku. Nie są dostępne informacje o stoczni. Konstruktorem był prawdopodobnie Karl Martens. Jako pełnomorski jacht balastowy (balast żeliwny) o długości całkowitej 12,30 m, szerokości 2,84 m i zanurzeniu 1,70 m był użytkowany przez niemieckiego właściciela jako jacht turystyczny „Weser”. Nigdy nie był wyposażony w silnik. 
Po kapitulacji III Rzeszy został w roku 1945 celowo zatopiony w Świnoujściu, przez Niemców wysiedlanych z „Ziem Odzyskanych” na podstawie postanowień konferencji poczdamskiej. W kwietniu 1946 r. wrak – bez masztów i olinowania – zakupił od Rosjan (w Świnoujściu znajdowała się jedna z baz garnizonów radzieckich) kpt. Kazimierz Haska. Według relacji Piotra Owczarskiego został zakupiony za butelkę samogonu. Równocześnie zakupiono w Świnoujściu mało używany maszt do „setki”, który kosztował więcej od kadłuba. Z terenu poniemieckiego Jacht Klubu (później – stocznia jachtowa) wrak przeholowano – barką motorową „Warszawa” – do Szczecina (Urząd Likwidacyjny ocenił jego wartość na 20 tys. ówczesnych złotych). Został początkowo przydzielony Oficerskiemu Jacht Klubowi (Oddział Morski w Szczecinie), a w 1950 r. przejęty przez Sekcję Żeglarską AZS i – po remoncie (dokonanym przez członków AZS) – zwodowany 21 kwietnia 1951 roku.
„Witeź II” pływał jako slup (50 m² żagli) do roku 1953, gdy został wyposażony w drugi maszt i nowy takielunek (56 m² żagli) – przebudowany na kecz sztakslowy. Projektant przebudowy, Ziemowit Ostrowski, wzorował się na konstrukcji jachtu „Saturn” z Jastarni. W następnych latach jacht: 

…jacht otrzymał zwyżkę nawigacyjną z przedłużonym w kierunku kokpitu daszkiem, co chroniło załogę od bryzgów. Wnętrze też przebudowaliśmy; zgodnie z życzeniami ówczesnego opiekuna jachtu Ludka Mączki nawigacyjna i kambuz był ogromny, messa maleńka

## Rejsy

### Pierwsze sukcesy
Wśród pierwszych zanotowanych sukcesów wymieniane są:
- 1954 – rejs do NRD i udział w Greifswalder Bodden Regata (kpt. Kazimierz Haska),
- 1955 – zdobycie „Błękitnej Wstęgi Jeziora Dąbskiego” w Regatach Jesiennych (kpt. Kazimierz Haska),
- lipiec 1956 – zdobycie 2 miejsca w swojej klasie w regatach w Warnemünde, w ramach Tygodnia Bałtyku (kpt. Kazimierz Haska),
- sierpień 1956 – rejs dookoła Bornholmu (kpt. Włodzimierz Głowacki), a następnie do NRD (kpt. Ryszard Książyński).

### Wyspy Owcze 1958

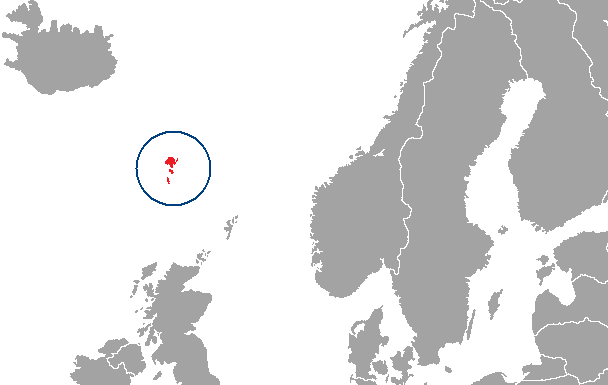
Położenie Wysp Owczych

W 1958 roku pierwszą wyprawą w kierunku Islandii kierował kpt. E. Żychiewicz (załoga:  L. Mączka, A. Rześniowiecki, M. Jaworska, M. Domagała). Wypłynięto w sierpniu. W pobliżu Wysp Owczych zabrakło wody, a pogoda bardzo się popsuła. Ludomir Mączka (drugi kapitan jachtowy na jednostce) wspominał: 

Odchodzimy od wysp, pogoda się poprawia. Zbliżamy się do wejścia – znowu mgła. Tu, przez trzy dni widziałem piękną kolorową zorzę polarną […] Stałem jak wryty na pokładzie, zdrętwiały z zimna i z wrażenia […]

Obaj kapitanowie byli jednomyślni – należy wracać.  

### Szczecin – Islandia 1959
W roku 1959 wyprawę w kierunku Islandii rozpoczęto 12 maja. Funkcję kapitana pełnił znów  E. Żychiewicz. W skład załogi wchodził ponownie Ludomir Mączka, a poza nim Maria Gerlach i Stanisław Tomaszewski.  
Zdecydowano się płynąć bez zawijania do portów. Po 25 dniach, w pobliżu Westmannaeyjar Islands, gdy widoczny już był Vatnajökull, rozpoczął się kilkudniowy, silny sztorm. Gdy sztorm ucichł, udało się ustalić położenie jachtu – na podstawie pomiarów wysokości ledwo widocznego słońca, wykonanych sekstantem przez L. Mączkę – i dotrzeć do portu we mgle „gęstej jak nieoszukana śmietana”, co wywołało podziw tubylczych żeglarzy. W drodze powrotnej „Witeź” znów walczył z silnym sztormem (wiatr do 10 B). Wspominając te dni L. Mączka używał zwrotów: „fale były jak kamienice”, „takich fal jak dotąd nie widziałem”, „jak wtedy to przetrwaliśmy, nie wiem do dziś”. Załoga odniosła jeszcze inny sukces: 

…przez dwa miesiące nikt z nikim się nie pokłócił […] To był wyczyn. Zazwyczaj ludzie po tak długim rejsie, delikatnie mówiąc, unikają się nawzajem.

„Witeź II” był pierwszym polskim jachtem, który dotarł do Islandii. Dokonał tego przebywając 3767 Mm w złych warunkach meteorologicznych, bez silnika, echosondy i radaru (jednostronny kontakt z lądem zapewniało tylko radio „Szarotka”)
Rejs „Witezia II” i jego czterech uczestników upamiętniono w roku 2009, gdy z inicjatywy Piotra Owczarskiego (dyrektora Technikum Morskiego w Szczecinie) odbyła się wyprawa jachtu Stary (z flagą Świnoujścia na maszcie), zorganizowana pod nazwą „Islandia 2009”. W wyprawie brała udział młodzież szczecińskiego jacht klubu AZS (wymiana załóg między etapami), a jego kadrę stanowili: Maciej Krzeptowski (kapitan), Grzegorz Węgrzyn (I oficer), Cezary Pawłowski (II oficer), Kazimierz Sawczuk (II oficer), Piotr Owczarski (koordynator wyprawy) i Anna Kubik (współorganizatorka wyprawy). Załoga „Starego” zawiozła do Reykjaviku pamiątkową tablicę, którą zamontowano w tamtejszym muzeum morskim

### Rejsy w latach 1959–1962
- 1959 – rejs dookoła Wielkiej Brytanii: Szczecin – Kiel – Brunsbüttel – Hull – Leith – Inverness – Corpach – Oban – Ardrishaig – Penzance – Dover – Cuxhaven – Rendsburg – Szczecin (w tym – przejście bez silnika przez Kanał Kiloński); kpt. B. Pierożek (2837 Mm),
- 1960 – udział w „Międzynarodowych Regatach Gryfa Pomorskiego”; kpt. E. Żychiewicz,
- 1962 – rozpoczęcie rejsu do Sztokholmu, Helsinek i Leningradu; kpt. Bogdan Fijałkowski[15].

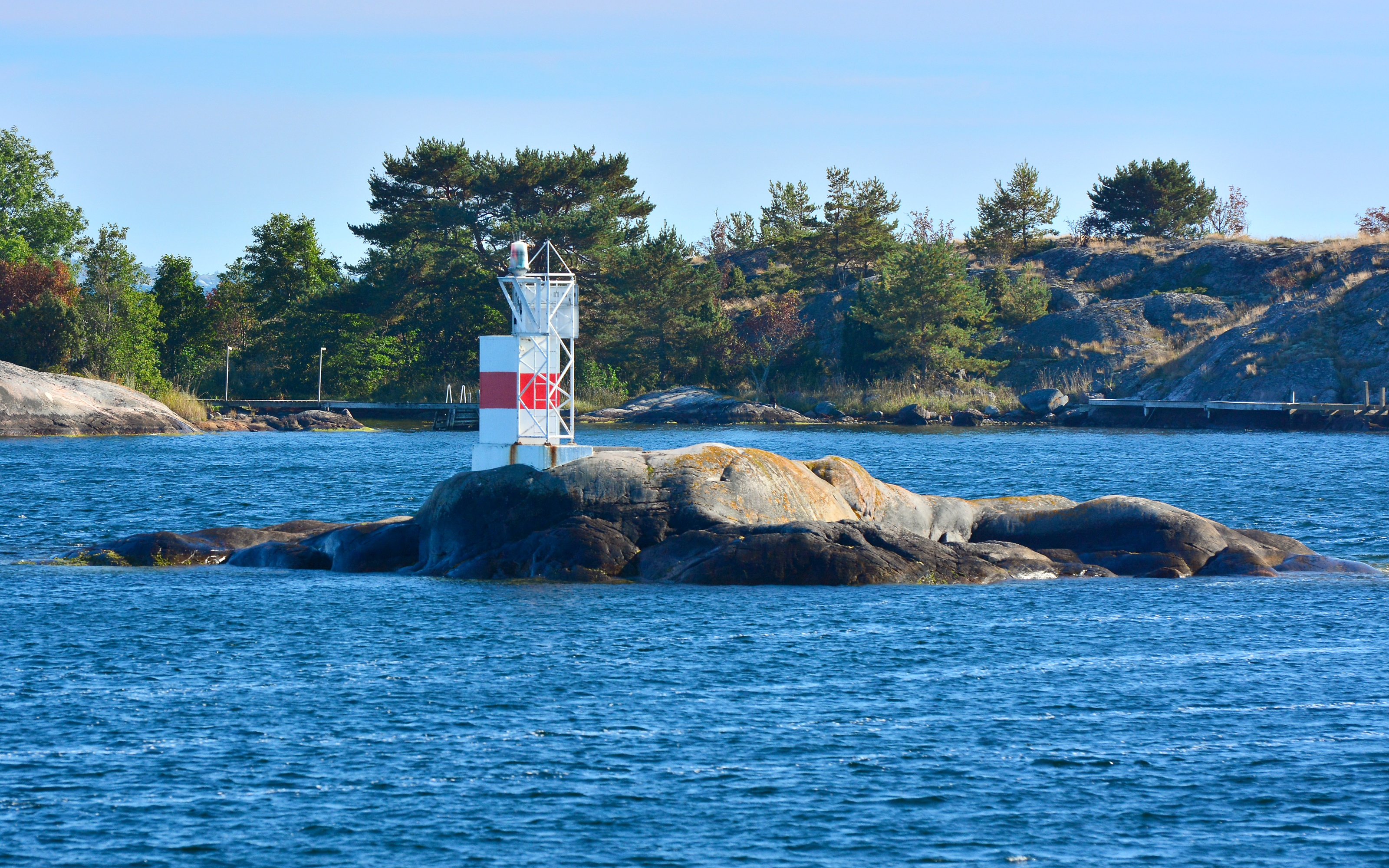
Okolice Sandhamn, koło Sztokholmu

Rejs źle się rozpoczął – wychodząc ze Świnoujścia (czerwiec 1962) jacht uderzył w falochron; przy próbach odciągnięcia od falochronu podniósł się na wysokiej fali, po czym uderzył rufą w gwiazdoblok umocnienia brzegu i zatonął wskutek uszkodzeń. Został przetransportowany do Stoczni Rybackiej w Świnoujściu. W czasie postoju w stoczni jacht okradziono (skradziono m.in. część żagli). Ponownie wypłynął w zaplanowany rejs 9 sierpnia 1962 r. Ze Sztokholmu wychodził w sztormową noc 19 września. Utracił grota i kolejne żagle, a w następstwie został przyciśnięty do podwodnych skał niewielkiej wysepki w okolicy Sandhamn (zob. Archipelag Sztokholmski) – uległ uszkodzeniom i zaczął tonąć. Jeden z członków załogi – Eugeniusz Ryżewski – przeskoczył na skały, zakładając linę asekuracyjną, która ułatwiła ewakuację reszcie załogi.

## Nowy Witeź II
W latach 70. XX w. PLO zakupiły dla Yacht Klubu Polski w Gdyni nowy jacht, nazwany Witeź II. W roku 1997 został sprzedany w prywatne ręce.